# Bezirk Tymbark
Bezirk Tymbark (pod koniec Bezirk Skrzydlna) – dawny powiat (Bezirk) kraju koronnego Królestwo Galicji i Lodomerii, funkcjonujący w latach 1854–1867. Siedzibą starostwa było miasteczko Tymbark.

## Historia
Bezirk Tymbark utworzono w ramach reformy uwłaszczeniowej z okresu Wiosny Ludów (1848–1849), która likwidowała jurysdykcję właściciela ziemskiego nad poddanymi. W Galicji, dominium – jako podstawowa jednostka administracyjna i filar systemu feudalnego straciło rację bytu. Konieczne stało się zatem wprowadzenie nowego systemu administracyjnego, którego zręby powstały w latach 1851–1855. Nowy trójstopniowy podział administracyjny objął 21 cyrkułów (niem. Kreise), 179 małych powiatów (niem. Bezirke) i ponad 6000 gmin (niem. Gemeinde). 
Bezirk Tymbark objął obszar o wielkości 8,4 mil², zamieszkany był przez 26.337 ludzi i podzielony na 42 gminy katastralne, w tym jedno miasteczko (Tymbark). Wszedł w skład cyrkułu sądeckiego, jako jeden z jego dziesięciu powiatów.
Po nadaniu Galicji autonomii oraz powołaniu samorządu gminnego i powiatowego w 1865 zlikwidowano cyrkuły (Kreise). Dotychczasowe małe powiaty (Bezirke) w liczbie 179, utrzymały się do 1867 roku, kiedy to w następstwie kolejnej reformy administracyjnej (23 stycznia 1867) zostały zastąpione przez 74 większe powiaty. Obszar zniesionego Bezirk Tymbark wszedł wtedy w całości w skład nowego powiatu limanowskiego.

## Podział administracyjny (1854)
| Lp. | Gmina jednostkowa                 | Powierzchnia | Ludność | Powiat w 1867 po zniesieniu |
| --- | --------------------------------- | ------------ | ------- | --------------------------- |
| 1   | Tymbark (m)                       | 780          | 638     | limanowski                  |
| 2   | Zamieście                         | 1000         | 724     | limanowski                  |
| 3   | Góry                              | 700          | 724     | limanowski                  |
| 4   | Zawadka                           | 605          | 268     | limanowski                  |
| 5   | Jasna i Podłopień                 | 2100         | 773     | limanowski                  |
| 6   | Słopnica Königlich                | 6300         | 1832    | limanowski                  |
| 7   | Chyżówki                          | 1750         | 565     | limanowski                  |
| 8   | Dobra                             | 3000         | 1285    | limanowski                  |
| 9   | Gruszowiec                        | 805          | 404     | limanowski                  |
| 10  | Jurków                            | 1500         | 679     | limanowski                  |
| 11  | Półrzeczki                        | 4150         | 554     | limanowski                  |
| 12  | Wilczyce                          | 1050         | 286     | limanowski                  |
| 13  | Włostówka                         | 350          | 112     | limanowski                  |
| 14  | Zadziele                          | 325          | 121     | limanowski                  |
| 15  | Gruszów z Goduszą                 | 740          | 292     | limanowski                  |
| 16  | Janowice i Dobroniów z Markuszową | 800          | 237     | limanowski                  |
| 17  | Porąbka                           | 1000         | 406     | limanowski                  |
| 18  | Raciborzany                       | 450          | 256     | limanowski                  |
| 19  | Kasina Wielka i Łopusznem         | 4500         | 1729    | limanowski                  |
| 20  | Kasinka                           | 4500         | 1746    | limanowski                  |
| 21  | Glisne                            | 1005         | 316     | limanowski                  |
| 22  | Mszana Dolna                      | 3320         | 1205    | limanowski                  |
| 23  | Słomka                            | 1330         | 397     | limanowski                  |
| 24  | Olszówka                          | 3070         | 912     | limanowski                  |
| 25  | Raba Niżna                        | 2080         | 481     | limanowski                  |
| 26  | Konina                            | 4625         | 823     | limanowski                  |
| 27  | Łętowe                            | 2495         | 664     | limanowski                  |
| 28  | Łostówka                          | 2845         | 813     | limanowski                  |
| 29  | Lubomierz                         | 6450         | 1087    | limanowski                  |
| 30  | Mszana Górna                      | 2860         | 1110    | limanowski                  |
| 31  | Niedźwiedź                        | 860          | 368     | limanowski                  |
| 32  | Podobin i Zawadka                 | 1715         | 685     | limanowski                  |
| 33  | Poręba Wielka                     | 5490         | 1047    | limanowski                  |
| 34  | Witów                             | 400          | 172     | limanowski                  |
| 35  | Przenosza                         | 730          | 208     | limanowski                  |
| 36  | Skrzydlna                         | 1675         | 641     | limanowski                  |
| 37  | Wola Skrzydlańska                 | 1000         | 316     | limanowski                  |
| 38  | Stróża Kotula                     | 1000         | 394     | limanowski                  |
| 39  | Góra Św. Jana i Pobręczyn         | 700          | 299     | limanowski                  |
| 40  | Pogorzany i Smykań                | 1225         | 511     | limanowski                  |
| 41  | Szczyrzyc i Abramowice            | 640          | 301     | limanowski                  |
| 42  | Wilkowisko                        | 1695         | 680     | limanowski                  |

Objaśnienie:
(M) = miasto; (m) = miasteczko